# Sanela Velagić
Sanela Velagić, poznatija samo kao Sanela (Insbruk, 4. jul 1991), bosanskohercegovačka je i austrijska pevačica i manekenka.

## Biografija

### Manekenska karijera
Sanela je rođena 1991. godine u Insbruku u Austriji u porodici bosanskohercegovačkog porekla. Modom je počela da se bavi od mladosti, a pažnju na sebe je skrenula tokom 2014. godine, kada je učestvovala u austrijskom šou programu Austria's Next Top Model. Sanela je u okviru te šeste sezone šou programa osvojila prvo mesto u ženskoj kategoriji, a drugo mesto u globalnom plasmanu. Nakon uspeha u talent programu, Sanela je nastavila da se bavi manekenstvom i da se pojavljuje u modnim editorijalima austrijskih dizajnera.

### Pevačka karijera
Nakon višegodišnjeg prisustva na sceni, Sanela je tokom 2019. godine odlučila da se upusti u muzičke vode. Svoj prvi singl objavila je avgusta 2020. godine. Pesma nosi naziv Bog zna, producirao ju je Rasta i objavljena je za produkcijsku kuću Balkaton. Par meseci kasnije, u decembru je izašla pesma Fidži, takođe za Balkaton. Sredinom 2021. godine objavila je još jednu pesmu za Balkaton, ovoga puta singl pod nazivom Candy.
Početkom naredne godine Sanela je započela saradnju sa produkcijskom kućom IDJ Videos, za koje je izbacila pesmu La Cucaracha, a u junu 2022. izašao je još jedan njen singl Tika taka.
Na leto 2023. godine Sanela je izbacila novi singl Robinja. Pesma je izašla za IDJ Videos, a producirao ju je Dalmo.

## Diskografija

### Singlovi
- Bog zna (2020)
- Fidži (2020)
- Candy (2021)
- La Cucaracha (2022)
- Tika taka (2022)
- Robinja (2023)

## Nagrade i nominacije
| Godina | Nagrada                  | Ishod    | Ref.  |
| ------ | ------------------------ | -------- | ----- |
| 2014.  | Austria's Next Top Model | 2. mesto | [ 4 ] |

## Spoljašnje veze
- Sanela Velagić na sajtu
- Sanela Velagić na veb-sajtu
- Sanela Velagić na veb-sajtu  (jezik: engleski)